# (70444) Genovali
(70444) Genovali est un astéroïde de la ceinture principale.

## Description
(70444) Genovali est un astéroïde de la ceinture principale. Il fut découvert le 9 octobre 1999 à San Marcello Pistoiese par Luciano Tesi et Maura Tombelli. Il présente une orbite caractérisée par un demi-grand axe de 2,62 UA, une excentricité de 0,13 et une inclinaison de 11,9° par rapport à l'écliptique.

## Compléments